# North American T-28 Trojan
Норт Америкэн T-28 «Троян» (англ. North American T-28 Trojan) — американский поршневой учебно-тренировочный самолёт. 
Совершил первый полёт 24 сентября 1949 года. Серийно производился в 1950—1957 годах (выпущено 1948 машин), до 1980-х годов использовался ВВС и ВМС США для базовой подготовки пилотов. Успешно применялся в качестве лёгкого контрпартизанского самолёта во время Вьетнамской войны и в Лаосе.

## Боевое применение
17 марта 1973 года в КНР был угнан T-28 Кхмерской республики. Во время вылета, самолёт разбомбил президентский дворец, убив 43 человека из охраны президента и улетел на остров Хайнань.
19 ноября 1973 был совершён второй угон T-28. В этот раз пилот дезертировал к красных кхмерам. Самолёт также разбомбил президентский дворец, 3 человека было убито.
В апреле 1975 года во время разгрома коммунистами армии Кхмерской республики, 28 самолётов T-28D были захвачены в качестве трофеев. Причём один был захвачен путём угона и третьей по счёту бомбардировке президентского дворца, 7 человек было убито.
В ходе мятежа на Филиппинах в конце 1989 года, правительственные истребители F-5 уничтожили на аэродромах семь T-28 повстанцев.

## Тактико-технические характеристики
Приведены характеристики, соответствующие модификации T-28D (в скобках AT-28D).

### Технические характеристики
- Экипаж: 2 человека
- Длина: 10,06 м
- Размах крыла: 12,22 м
- Высота: 3,86 м
- Площадь крыла: 24,9 м²
- Масса пустого: 2914 кг
- Масса максимальная взлётная: 3856 кг (4765 кг в боевой конфигурации)
- Объём топлива: 673 л. (во внутренних баках)
- Двигатели: Райт R-1820-86 «Циклон» (1×1063 кВт/1425 л. с.)

### Лётные характеристики
- Максимальная скорость: 552 км/ч (465 км/ч с полной загрузкой)
- Практический потолок: 10 820 м
- Скороподъёмность: 20,3 м/с
- Практическая дальность: 1622 км

### Вооружение
- До 907 кг (2000 фунтов) на 6 узлах подвески